# ヴィクトル・ラシュニコフ

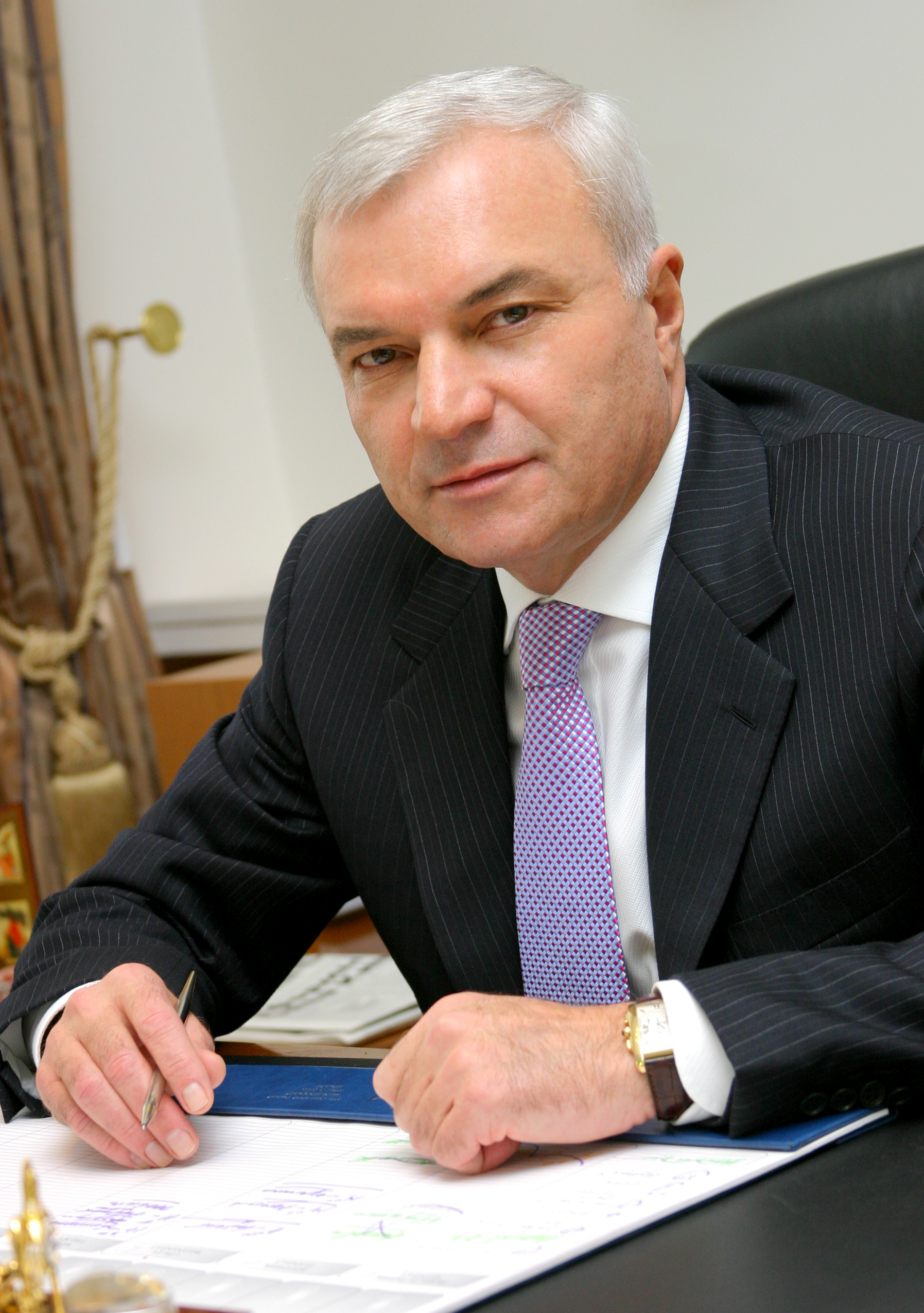
ヴィクトル・ラシュニコフ（2005年）

ヴィクトル・フィリッポヴィチ・ラシュニコフ（ロシア語: Ви́ктор Фили́ппович Ра́шников、英語: Viktor Filippovich Rashnikov、1948年10月13日 - ）は、ロシアの資産家・ビジネスマンである。彼はオリガルヒと目され、鉄鋼業界で富を築き（2019年2月に91億ドルと推定）、世界有数の製鉄会社のひとつであるマグニトゴルスク製鉄所（MMK）の過半数を所有している。
ラシュニコフは1948年チェリャビンスク州マグニトゴルスクの生れで、1974年マグニトゴルスク国立技術大学（Magnitogorsk State Technical University）出身である。
ラシニコフは、スーパーヨットのオーシャンビクトリー号（Ocean Victory）を所有していて、これは建造時に世界で10番目に大きいヨットであった。彼はアイスホッケー・チームのメタルルグ・マグニトゴルスクの所有者でもある。
ラシニコフを2022年、EUと英国の両方が制裁リストに載せた。

## 参照項目
- ロシアとウクライナのオリガルヒ